# Viševce
Viševce (cyr. Вишевце) – wieś w Serbii, w okręgu pczyńskim, w mieście Vranje. W 2011 roku liczyła 56 mieszkańców.